# Autogene training
Autogene training is een ontspanningsmethode voor lichaam en geest. Ze werd aan het begin van de vorige eeuw ontwikkeld door de Berlijnse psychiater Johannes (of Iohanes) Heinrich Schultz. De techniek heeft vele kenmerken van zelf-hypnose.
Het doel van de methode is mensen een zelfcontrole-vaardigheid aan te leren die op eenvoudige wijze en in verschillende houdingen kan worden toegepast.
Autogeen is afgeleid van autos (zelf) en geno (doen ontstaan) en betekent hier "vanzelf plaatsvindend". Het woord training geeft aan dat er regelmatige oefening nodig is om zich de vaardigheid eigen te maken.

## Domein
Autogene training valt onder het domein van vooral (slaap-)oefentherapeuten Cesar / Mensendieck, fysiotherapeuten en psychotherapeuten. Het indicatiegebied ligt voornamelijk in de psychosomatiek.
De ontspanningsreactie van autogene training heeft overeenkomsten met de ontspanningsreacties bij meditatie, hypnose en biofeedback. Dit laatste is een methode waarbij men  lichamelijke reacties waarvan men zich doorgaans niet bewust is bewust laat worden. Er is een grote gelijkenis met progressieve spierrelaxatie volgens de methode van Edmund Jacobson (1888-1983). Belangrijk hierbij is het systematisch en afwisselend aanspannen en loslaten van verschillende spiergroepen. Het verschil met de progressieve spierrelaxatie is dat deze methode een actieve ontspanningsmethode is die met name het willekeurige zenuwstelsel beïnvloedt. Autogene training is een passieve methode gericht op het ontspannen van het onwillekeurige systeem. Progressieve relaxatie wordt vaak als inleiding gebruikt bij autogene training.

## Algemeen
Schultz geloofde sterk in de zelfhelende kracht van het lichaam als het met rust gelaten werd en zelf zijn (herstel)werk kon doen.
De methode werkt met passieve concentratie op innerlijke sensaties. Centraal staat daarbij het niet forceren, maar laten gebeuren, het uitnodigen van ontspanning en gevoelens, en het observeren van het eigen lichaam zonder manipuleren.
Bij autogene training wordt de cliënt gevraagd affirmaties (oefenformules), positieve en bevestigende wensen, in gedachte te herhalen terwijl er een betekenisvol beeld bij gevisualiseerd wordt. Het verschil met hypnose of progressieve relaxatie is dat men een specifiek effect van elke afzonderlijke affirmatie verwacht: ontspanningsreacties van zwaarte, warmte, een rustige hartslag en stabilisering van de ademhaling. 
Onderzoeken van P.J. Lang laten zien dat het richten van de aandacht op een gewenste fysiologische respons die respons inderdaad kan uitlokken. Met behulp van deze techniek kan de beoefenaar tot een grotere innerlijke rust en ontspanning komen. Uit onderzoek blijkt dat autogene training diverse effecten heeft op het autonoom zenuwstelsel en een toename van de doorbloeding in de hersenen geeft.
De oefeningen kunnen in verschillende houdingen worden uitgevoerd:

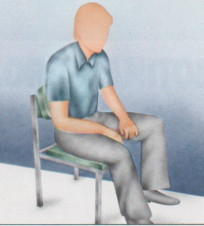
Zittend, iets voorover gebogen ("koetsiershouding")
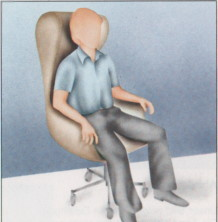
In een armstoel
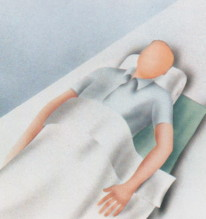
Liggend
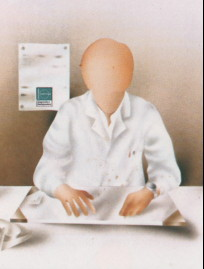
Zittend aan tafel

## Affirmaties
De affirmaties, korte zinnetjes als "(mijn) rechterarm (wordt) zwaar", kunnen aanvankelijk verbaal worden gegeven door de therapeut en bewust gevolgd door de cliënt (heterogeen). Gaandeweg een training en bij het beter beheersen van de techniek worden de affirmaties bij voorkeur in zichzelf opgezegd (autogeen). Met behulp van de affirmaties conditioneert men zichzelf om ontspanning, zwaarte, warmte, enzovoort te voelen. Ten slotte kan een dieper gevoel van ontspanning en een diepere concentratie en bewustzijn worden bereikt.
Woorden die in de affirmaties gebruikt kunnen worden zijn:
- zwaarte bij het ontspannen van de spieren
- warmte bij het ontspannen van de bloedvaten
- hartsensatie bij het reguleren van het hart
- adembeleving bij het reguleren van de adem
- buikwarmte als een beïnvloeding van de buikorganen
- voorhoofdskoelte als een hoofdoefening (kalmte en helderheid van het hoofd)

Door Günter Krapf zijn autonome ontladingen beschreven die kunnen ontstaan bij het toepassen van autogene training. Deze uiten zich tijdens de oefeningen als trekkingen van de spieren. Men denkt dat de zelfregulaties soms gepaard gaan met plotselinge ontladingen binnen het centraal zenuwstelsel. Deze autonome ontladingen worden als positief beschouwd. Het lichaam en geest komen er volgens Luthe door in een beter evenwicht.